# Coen (Queensland)

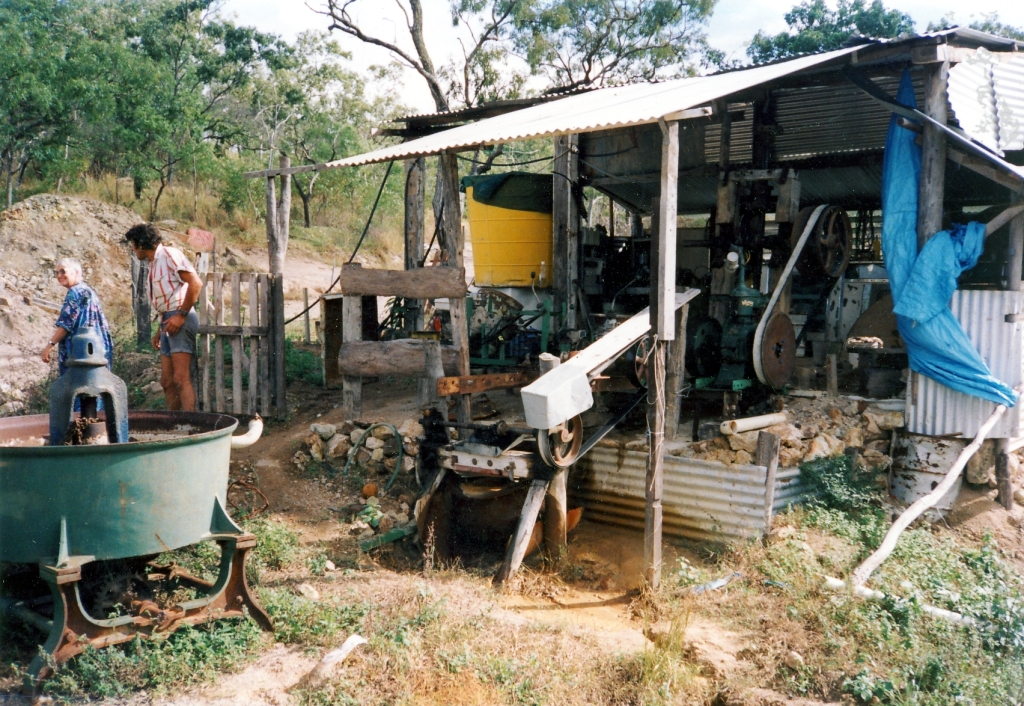
Garimpo de ouro de pequeno porte próximo a Coen em 1990.

Coen é uma localidade no shire de Cook, no estado australiano de Queensland, que se localiza ao longo da Peninsula Developmental Road, a rodovia principal ao longo da Península do Cabo York no extremo norte  Queensland. No censo australiano de 2011, Coen tinha uma população de 416 habitantes.

## Geografia
A cidade se localiza no lado ocidental da Península do Cabo York, com o Mar de Coral a leste. Parte de seu limite norte forma o Rio Archer, enquanto o Rio Coen forma parte de seu limite oeste. A rodovia corre ao longo da cidade aproximadamente na direção norte-sul.

## História
Em 1623, Jan Carstensz, capitão do embarcação Pera da Companhia Holandesa das Índias Orientais deu nome a um rio na Península do Cabo York em homenagem a Jan Pieterszoon Coen, governador-geral das Índias Orientais Holandesas. Na atualidade, esse rio é conhecido como Archer River e o nome Coen é dado a um de seus tributários.
Foi descoberto ouro no Rio Coen 1876. Seu começo se deu como uma pequena fortificação construída por mineiros e garimpeiros em maio de 1877, mas essa primeira corrida do ouro rapidamente acabou, sem que a ocupação se restabelecesse antes de alguns anos, em 1883. Tornou-se um centro para várias minas de ouro, até que em 1893, a Great Northern florescesse e se tornasse um lugar mais relevante. A agência de correio local foi aberta em 20 de junho de 1893 (um posto de recepção de correspondência fora aberto em 1888). A The Great Northern continuou em atividade até 1916 e produziu 52 000 onças troy (1,617 kg) de ouro até seu fechamento.
Em 3 de julho de 2014, Barry Port aposentou-se da polícia de Queensland. Ele era o último rastreador policial australiano aborígene. Em seus 36 anos de serviço, rastreou criminosos, pessoas desaparecidas e passageiros clandestinos.

## Estrutura
Coen presta serviços à região, servindo de ponto de suprimentos na longa rodovia não pavimentada que leva a Weipa e outras comunidades mais aou norte. É um ponto de parada popular entre turistas que dirigem até a ponta do Cabo York, o ponto mais setentrional do continente australiano. Também há uma pista de pouso no Aeroporto de Coen, a 24 km da cidade.

## Patrimônio
Coen possui como patrimônio histórico a antiga estação telegráfica em Coleman Close